# Setihercostomus wuyangensis
Setihercostomus wuyangensis är en tvåvingeart som först beskrevs av Wei 1997.  Setihercostomus wuyangensis ingår i släktet Setihercostomus och familjen styltflugor. Inga underarter finns listade i Catalogue of Life.